# NGC 591
NGC 591 is een balkspiraalstelsel in het sterrenbeeld Andromeda. Het hemelobject werd op 30 november 1885 ontdekt door de Amerikaanse astronoom Lewis A. Swift.

## Synoniemen
- PGC 5800
- UGC 1111
- MCG 6-4-38
- MK 1157
- ZWG 521.46
- IRAS01306+3524